# J. J. Hickson
Pour les articles homonymes, voir Hickson.
James Edward « J. J. » Hickson est un joueur américain de basket-ball professionnel. Il est né le 4 septembre 1988 à Atlanta aux États-Unis. Il joue au poste d'ailier fort.

## Carrière universitaire
La carrière universitaire de J.J Hickson est de courte durée : une seule saison avec le Wolfpack de North Carolina State, équipe de l'université d'État de Caroline du Nord. Il termine la saison avec 14,8 points de moyenne par match et meilleur rebondeur du championnat avec 8,5 rebonds par match. Il se déclare éligible à la draft 2008 de la NBA.

## NBA

### Cavaliers de Cleveland (2008-2011)
Lors de la draft, J. J. Hickson est sélectionné par Cavaliers de Cleveland en 19e position.
Arrivé directement dans une franchise visant le titre National Basketball Association (NBA), sa première saison à Cleveland est compliquée car il dispose de peu de temps de jeu et il termine la saison avec quatre points de moyenne par match en 11,4 minutes par match.
Cependant durant la saison NBA 2009-2010, il parvient à se faire une bonne place dans la rotation de la franchise en faisant même souvent partie du cinq majeur de l'équipe de Cleveland.

### Kings de Sacramento (2011-mars 2012)
Le 30 juin 2011, Hickson est échangé contre Omri Casspi et part jouer aux Kings de Sacramento.
Il est coupé par les Kings en mars 2012.

### Trail Blazers de Portland (mars 2012-2013)
En mars 2012, il rejoint les Trail Blazers de Portland.
Durant l'été 2012, il prolonge d'une année chez les Blazers.

### Nuggets de Denver (2013-2016)
Durant l'été 2013, il signe aux Nuggets de Denver pour trois ans et 15 millions de dollars. Le 25 février 2014, lors de la défaite des siens contre les Trail Blazers de Portland, il capte 25 rebonds dont 15 offensifs soit ses records en carrière. Il établit également le record du nombre de rebonds offensifs pris sur un match pour un joueur des Nuggets.

### Nuggets / Wizards (2015-2016)
Le 19 février 2016 après 20 matchs avec Denver à 6,9 points et 4,4 rebonds de moyenne, J.J. Hickson est licencié par les Nuggets. Le 25 février 2016, il signe jusqu'à la fin de saison aux Wizards de Washington où il joue 15 matchs à 4,6 points de moyenne et 3 rebonds par match.

### Départ pour la Chine (depuis 2016)
Le 20 août 2016, il signe en CBA, championnat chinois, au Fujian Xunxing, puis en 2017 au Jiangsu Tongxi.

### Records personnels sur une rencontre de NBA
Les records personnels de J. J. Hickson, officiellement recensés par la NBA sont les suivants :
| Type de statistique        | Saison régulière | Saison régulière           | Saison régulière | Playoffs | Playoffs            | Playoffs      |
| Type de statistique        | Record           | Adversaire                 | Date             | Record   | Adversaire          | Date          |
| -------------------------- | ---------------- | -------------------------- | ---------------- | -------- | ------------------- | ------------- |
| Points                     | 31               | 2 fois                     |                  | 13       | Celtics de Boston   | 3 mai 2010    |
| Paniers marqués            | 13               | @ Clippers de Los Angeles  | 30 mars 2012     | 5        | Celtics de Boston   | 1er mai 2010  |
| Paniers tentés             | 23               | @ Suns de Phoenix          | 9 janvier 2011   | 7        | Celtics de Boston   | 1er mai 2010  |
| Paniers à 3 points réussis |                  |                            |                  |          |                     |               |
| Paniers à 3 points tentés  | 1                | 18 fois                    |                  |          |                     |               |
| Lancers francs réussis     | 10               | @ Raptors de Toronto       | 6 avril 2011     | 5        | Celtics de Boston   | 3 mai 2010    |
| Lancers francs tentés      | 14               | @ Raptors de Toronto       | 6 avril 2011     | 7        | Celtics de Boston   | 3 mai 2010    |
| Rebonds offensifs          | 15               | Trail Blazers de Portland  | 25 février 2014  | 1        | @ Bulls de Chicago  | 25 avril 2010 |
| Rebonds défensifs          | 20               | @ Warriors de Golden State | 15 janvier 2014  | 3        | @ Celtics de Boston | 7 mai 2010    |
| Rebonds totaux             | 25               | Trail Blazers de Portland  | 25 février 2014  | 3        | @ Celtics de Boston | 7 mai 2010    |
| Passes décisives           | 6                | @ Nuggets de Denver        | 14 avril 2013    | 1        | @ Celtics de Boston | 7 mai 2010    |
| Interceptions              | 3                | 6 fois                     |                  |          |                     |               |
| Contres                    | 5                | 2 fois                     |                  |          |                     |               |
| Balles perdues             | 9                | Jazz de l'Utah             | 14 février 2011  | 2        | Celtics de Boston   | 3 mai 2010    |
| Minutes jouées             | 45               | Clippers de Los Angeles    | 11 février 2011  | 19       | Celtics de Boston   | 3 mai 2010    |

- Double-double : 108 (au 14/11/2014)
- Triple-double : aucun.